# Cantalup
Cantalupul este o varietate de pepene galben, având coaja groasă și dungată, brăzdată în felii, cu miezul foarte dulce și aromat. 
Cuvântul „cantalúp” provine din limba italiană, însemnând „cântă lupul” sau numele unei vile papale aproape de Roma, de unde sunt originari acești pepeni galbeni, zemoși, lătăreți ca mandarina, împărțiți în felii groase adâncate în coajă.

## Origine
Cantalupul este originar din Iran, India și Africa. A fost cultivat pentru prima oară în Iran acum 5000 de ani și în Grecia și Egipt acum 4000 de ani.

## Cantalupi în funcție de regiune

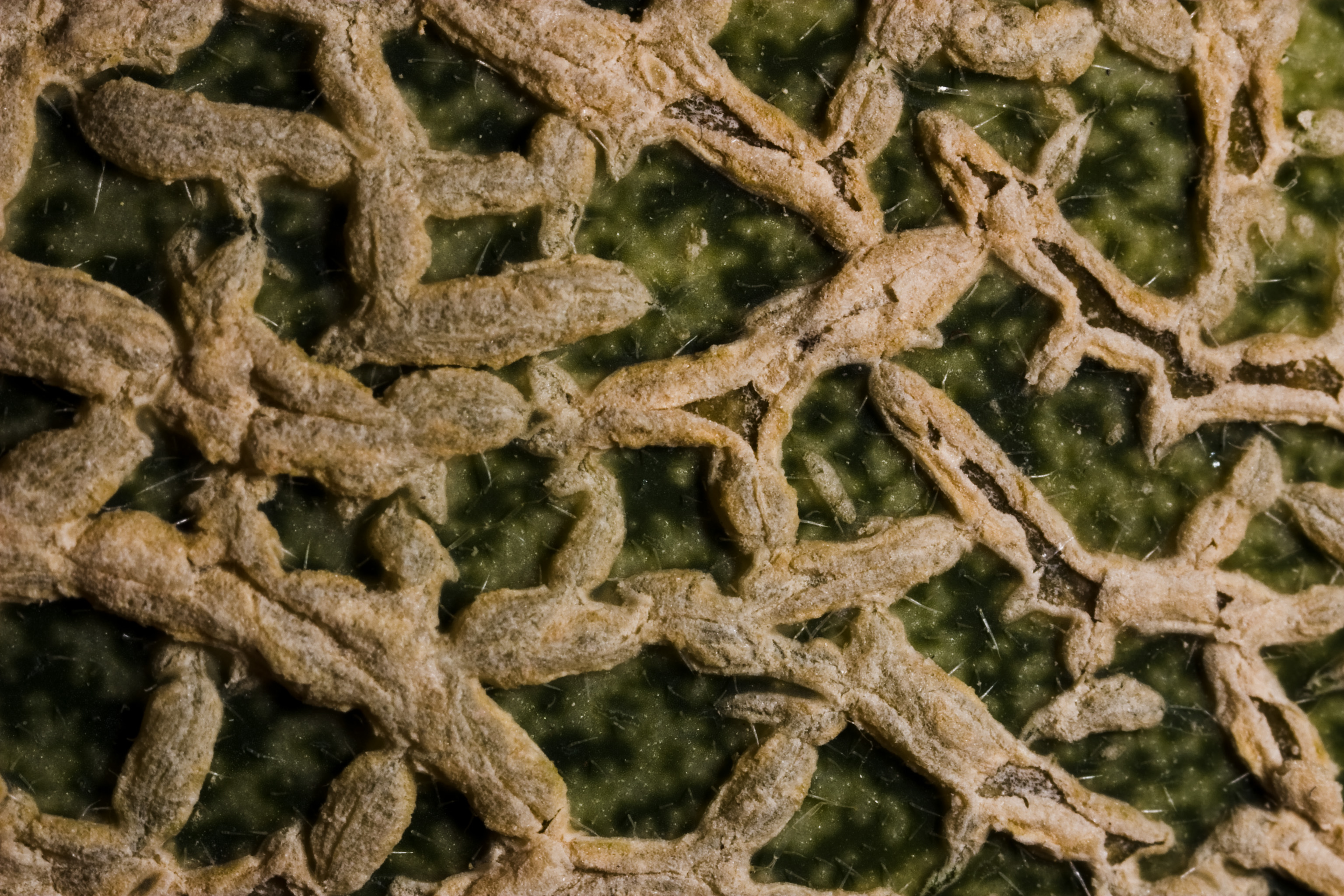
Coaja cantalupului nord-american

Cantalupul european este ușor striat (suturat), având miezul dulce, aromat și coaja de culoare gri-verzuie.
Cantalupul nord-american, întâlnit în Statele Unite ale Americii, Mexic și în câteva teritorii din Canada, este un alt soi de Cucumis melo și are o coajă reticulară. Este un pepene cu formă sferică, coaja aspră, miezul dulce și cu o pieliță de un maro deschis.

## Utilizări

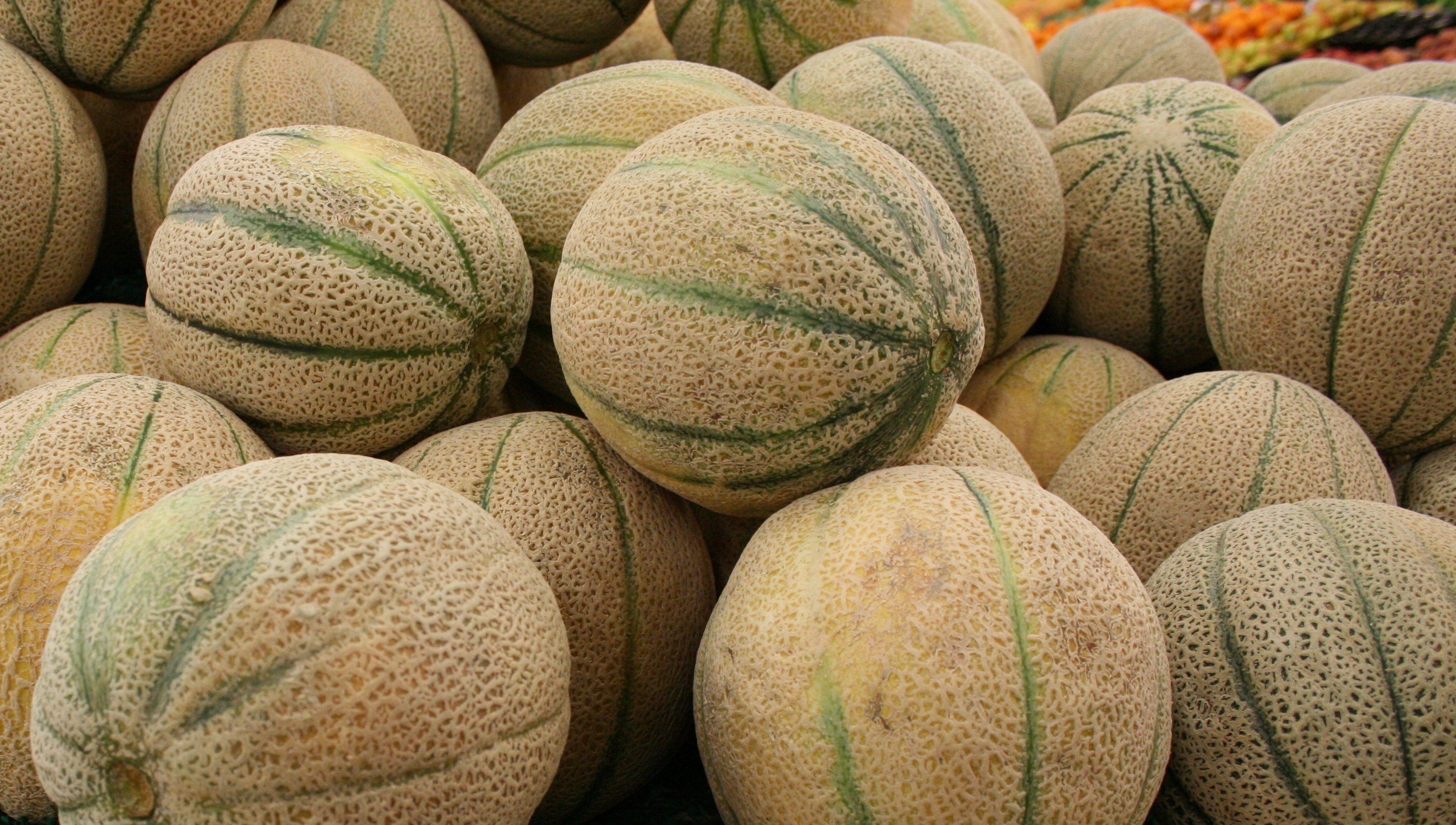
Cantalupi expuși într-un magazin de fructe

Cantalupul este mâncat sub formă de fruct proaspăt, sub formă de salată sau ca desert, cu înghețată sau șarlotă.
Deoarece coaja unui cantalup poate fi contaminată cu Salmonella, este bine ca aceasta să fie spălată, apoi îndepărtată înainte ca fructul să fie mâncat. De asemenea, cantalupul trebuie să stea la frigider mai puțin de trei zile după ce a fost tăiat pentru a preveni contaminare cu Salmonella sau alți agenți patogeni.